# Thor Thorvaldsen
Thor Thorvaldsen (Bamble, 31 de mayo de 1909-Bærum, 30 de junio de 1987) fue un deportista noruego que compitió en vela en la clase Dragon. Participó en cuatro Juegos Olímpicos de Verano entre los años 1936 y 1956, obteniendo dos medallas, oro en Londres 1948 y oro en Helsinki 1952.

## Palmarés internacional
| Juegos Olímpicos | Juegos Olímpicos      | Juegos Olímpicos | Juegos Olímpicos |
| Año              | Lugar                 | Medalla          | Clase            |
| ---------------- | --------------------- | ---------------- | ---------------- |
| 1948             | Londres (Reino Unido) | Medalla de oro   | Dragon           |
| 1952             | Helsinki (Finlandia)  | Medalla de oro   | Dragon           |